# نوکیا ۶۱۲۱ کلاسیک

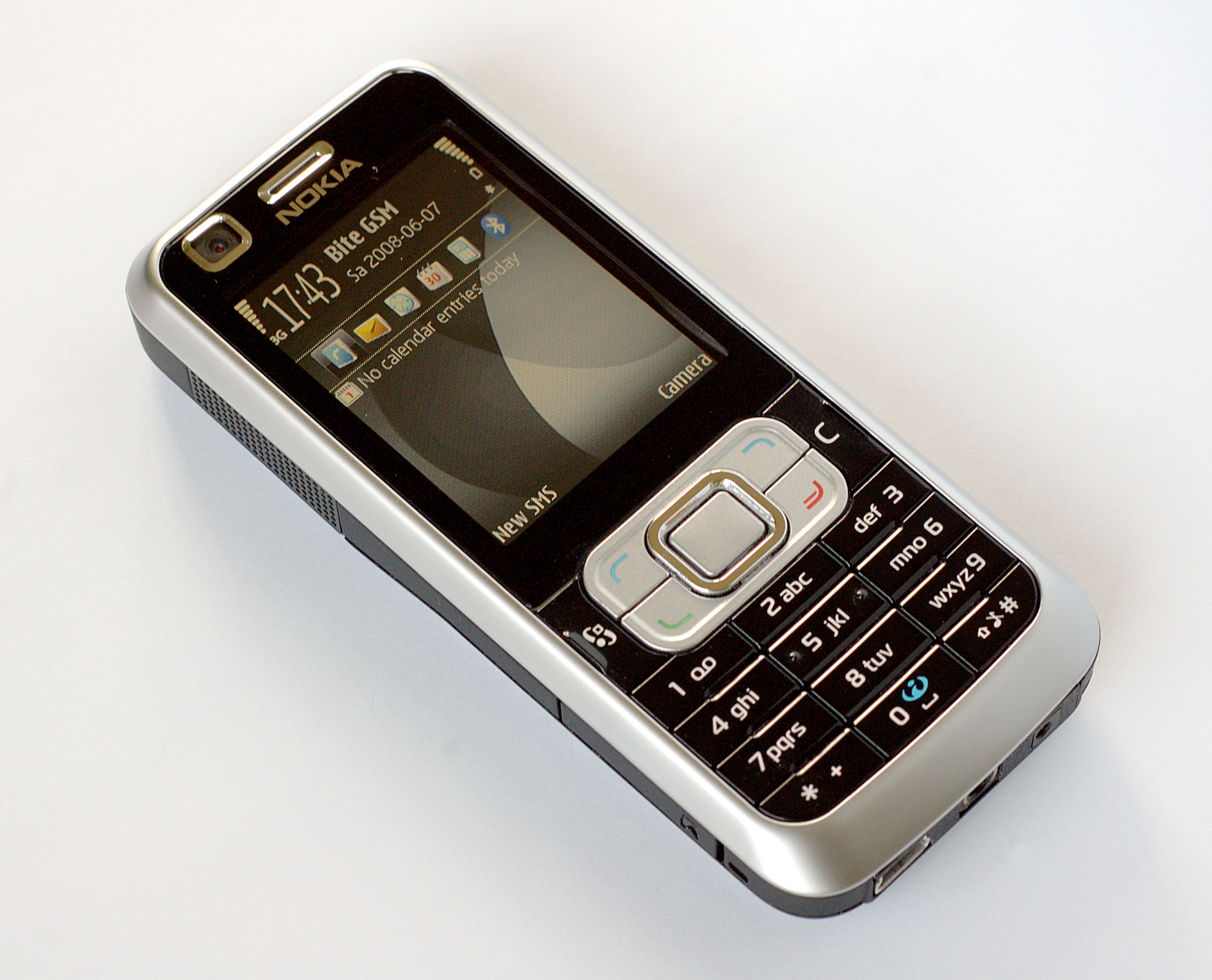
نوکیا ۶۱۲۰ کلاسیک

نوکیا ۶۱۲۱ یک‌نمونه از گوشی‌های تلفن همراه سری ۶۰۰۰ شرکت نوکیا می‌باشد که توسط همین شرکت به بازار عرضه شده‌است.